# Pfarrkirche Niederhollabrunn

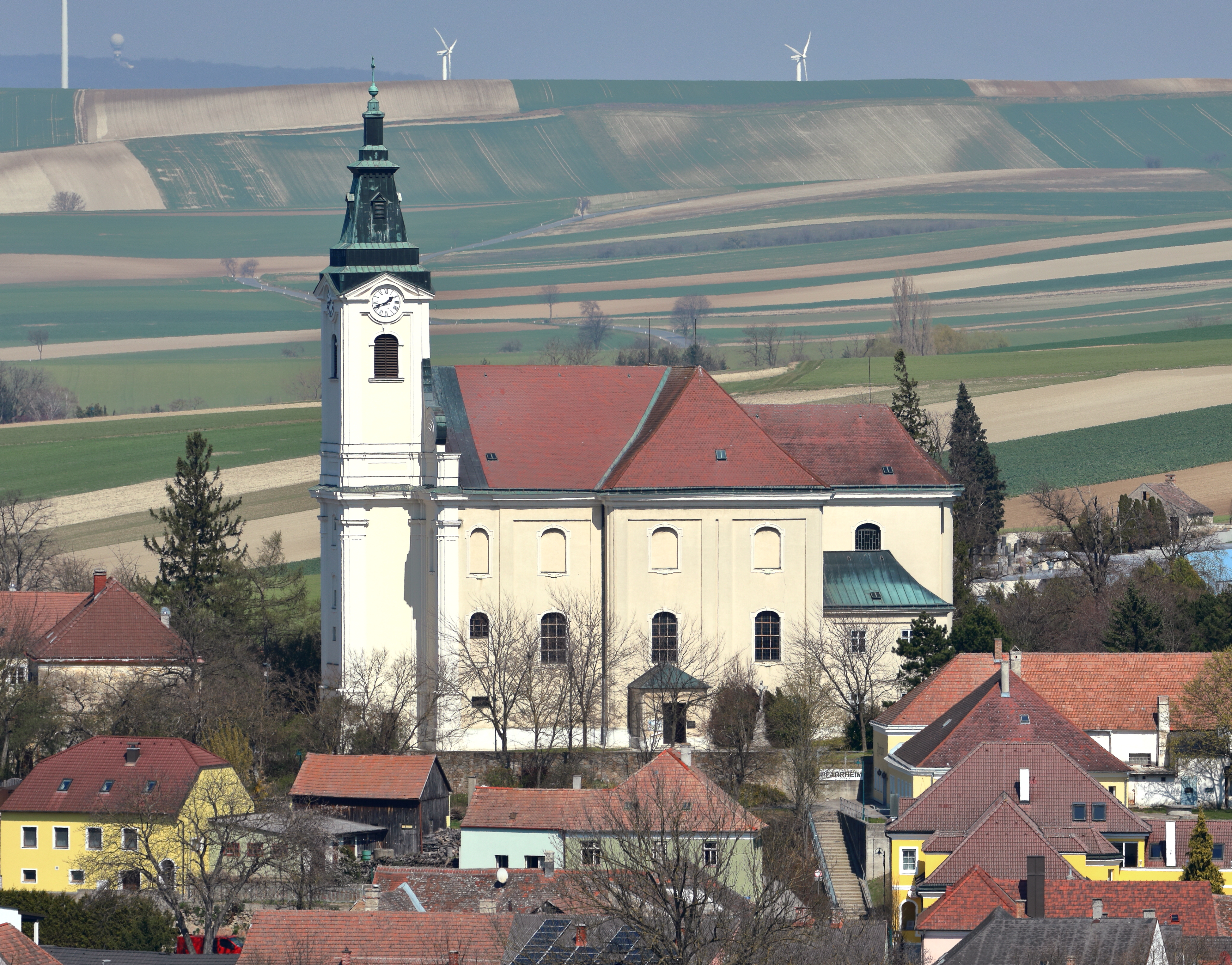
Pfarrkirche hl. Laurentius in Niederhollabrunn

Die römisch-katholische Pfarrkirche Niederhollabrunn steht leicht erhöht auf einer Geländestufe im Norden der Ortschaft Niederhollabrunn in der Gemeinde Niederhollabrunn im Bezirk Korneuburg in Niederösterreich. Sie ist dem heiligen Laurentius geweiht und liegt im Dekanat Stockerau im Vikariat Unter dem Manhartsberg der Erzdiözese Wien. Das Bauwerk steht unter Denkmalschutz (Listeneintrag).

## Geschichte
Niederhollabrunn wird 1135 als Pfarre „Holarbrunn“ in einem Dokument des Markgrafen Leopold III. genannt. Die Urkunde wurde auf Burg Greifenstein ausgestellt. Aus ihr ist zu entnehmen, dass Markgraf Leopold III. und seine Vorgänger die Zehentrechte über 13 Pfarren besessen haben. In den Jahren 1253 bis 1789 wurde sie dem Passauer Domkapitel übertragen. Die heutige Kirche wurde 1718 nach einem Entwurf des Passauer Hofbaumeisters Domenico d’Angeli vom Wiener Baumeister Jakob Oeckhl errichtet.

## Architektur

### Kirchenäußeres
Die Kirche ist ein mächtiger, barocker kreuzförmiger Zentralbau mit Westturm. Die Fassade und der vorgestellte Westturm sind durch Pilaster gegliedert. Die Attikazone ist durchlaufend. Giebelartige Volutenanschwünge umrahmen den Turmaufsatz. Das Blendbogenfenster am oberen Teil des Turmes ist faschengegliedert. Im Blendbogenfenster befinden sich Schallbogenfenster. Darüber befinden sich die Uhrengiebel mit Turmuhr. Der Turm wird durch einen Pyramidenhelm bekrönt, der jünger ist als der Turm. Das Langhaus hat die Form eines Kreuzes mit breiten und seichten Querarmen. An westlichen Querschiff wurde ein Kapellen- und Emporentrakt angebaut, an Chorarm ein zweigeschoßiger Sakristei- und Oratoriumsanbau mit segmentbogigen Abrundungen. Die Fassade der Kirche ist faschengegliedert, wodurch sich Putzfelder bilden. Die Fenster sind zweigeschoßig angeordnet. Über den Flachbogenfenstern sind teilweise Blendfenster angelegt. Den Querarmen sind Portalvorbauten vorgestellt. Die Kirche wird durch Walmdächer gedeckt.

### Kircheninneres

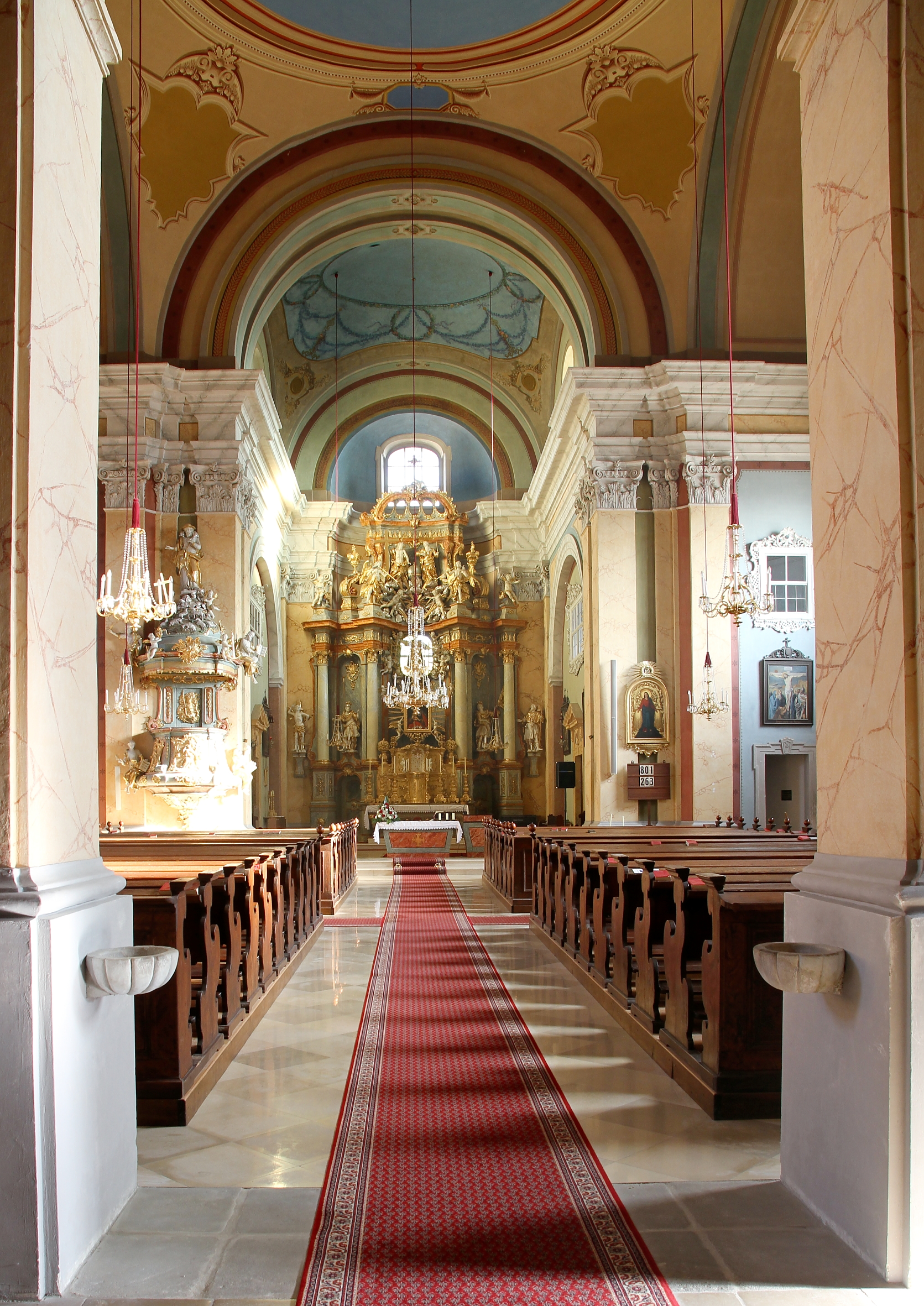
Kircheninneres

Das Kircheninnere ist ein längsachsig orientierter Zentralraum. Durch das Verhältnis der gleich hohen, nur in der Tiefe merklich variierenden Kreuzarmen bildet sich in der Vierung eine in der kaum überhöhte, flache Hängekuppel im Mitteljoch, die zu einer einheitlichen Raumbildung führt. Die Kreuzarme sind tonnengewölbt, das Chorjoch ist platzlgewölbt. Zwischen den einzelnen Gewölbejochen befinden sich Gurtbögen. Diese sind durch eine wandgebundene Gliederung aus Kolossalpilastern mit Kompositkapitellen und ein umlaufendes, ausladendes Gebälk verklammert. Die vereinheitlichende Marmorierung der Pilaster wurde um 1900 zumindest erneuert. Am Westarm schließen seitlich kleine tonnengewölbte Kapellen mit Pilasterarkaden an. Darüber befinden sich, in die Wölbung schneidende Emporen mit Quertonnengewölbe. Die Orgelempore ist in ein westlich anschließendes Annexjoch eingefügt. Sie ist dreijochig platzlunterwölbt und ruht auf einer Segmentbogenarkade. Die Brüstung ist vorschwingend und weist einen geschnitzten Gitteraufsatz aus der Zeit um 1770 auf. An den Flanken der Querschiffe sind architravierte Portale und Oratorien in geschnitzten Rahmungen aus der Mitte des 18. Jahrhunderts. Im Chorarm ist seitlich je eine in die Wandgliederung eingeschriebene Blendarkade. Die Seitenportale sind mit gestelzten Dreiecksgiebeln bekrönt. In den ehemaligen Heilig Grab- sowie Sakristeianbauten ist Spiegelgewölbe.

## Ausstattung
Die spätbarocke Einrichtung ist marmoriert. Der Hochaltar nimmt die abschließende Konche komplett ein. Er wurde laut Urkunde in den Jahren 1747 und 1748 vom Bildhauer Johann Trimbor und Tischler Joseph Deller errichtet. Der Hochaltar besteht aus einem nischenförmigen Mittelteil sowie zurückgebauten Flanken mit Doppelsäulenstellung. Darüber befindet sich ein Volutenauszug mit Baldachin. Die Mittelfigur stellt den heiligen Laurentius in der Glorie dar. Darüber, jedoch unterhalb des Volutenaufzuges ist die Heilige Dreifaltigkeit schwebend dargestellt. Die Seitenfiguren stellen von links nach rechts die Heiligen Georg, Florian, Sebastian und Rochus dar. Dazwischen befindet sich ein Tabernakel-Aufbau im Stil des Rokoko aus Karnabrunn. Der Tabernakel wird durch ein Mariahilf-Gnadenbild bekrönt. Die Kredenztischchen sind im Rokokostil gehalten.
Die Seitenaltäre an den Stirnfronten stammen aus der ehemaligen Franziskanerkirche in Stockerau. Es handelt sich bei ihnen um Wandaltäre mit sitzenden Engeln auf seitlichen Volutenstützen aus den 1720er Jahren. Die Spitzgiebel sind umgedreht. Das Altarblatt des linken Seitenaltares zeigt die „Begegnung der heiligen Anna und des heiligen Joachims“. Das Bild wurde 1730 gemalt. Der Altaraufbau ist mächtig gehalten. Auf dem rechten Seitenaltar ist das „Martyrium des heiligen Johannes Nepomuk“ dargestellt. Es wurde von Petrus van Roy 1726 gemalt. Auf dem Altar befindet sich außerdem ein reliefierter Tabernakel sowie eine Reliquienpyramide.

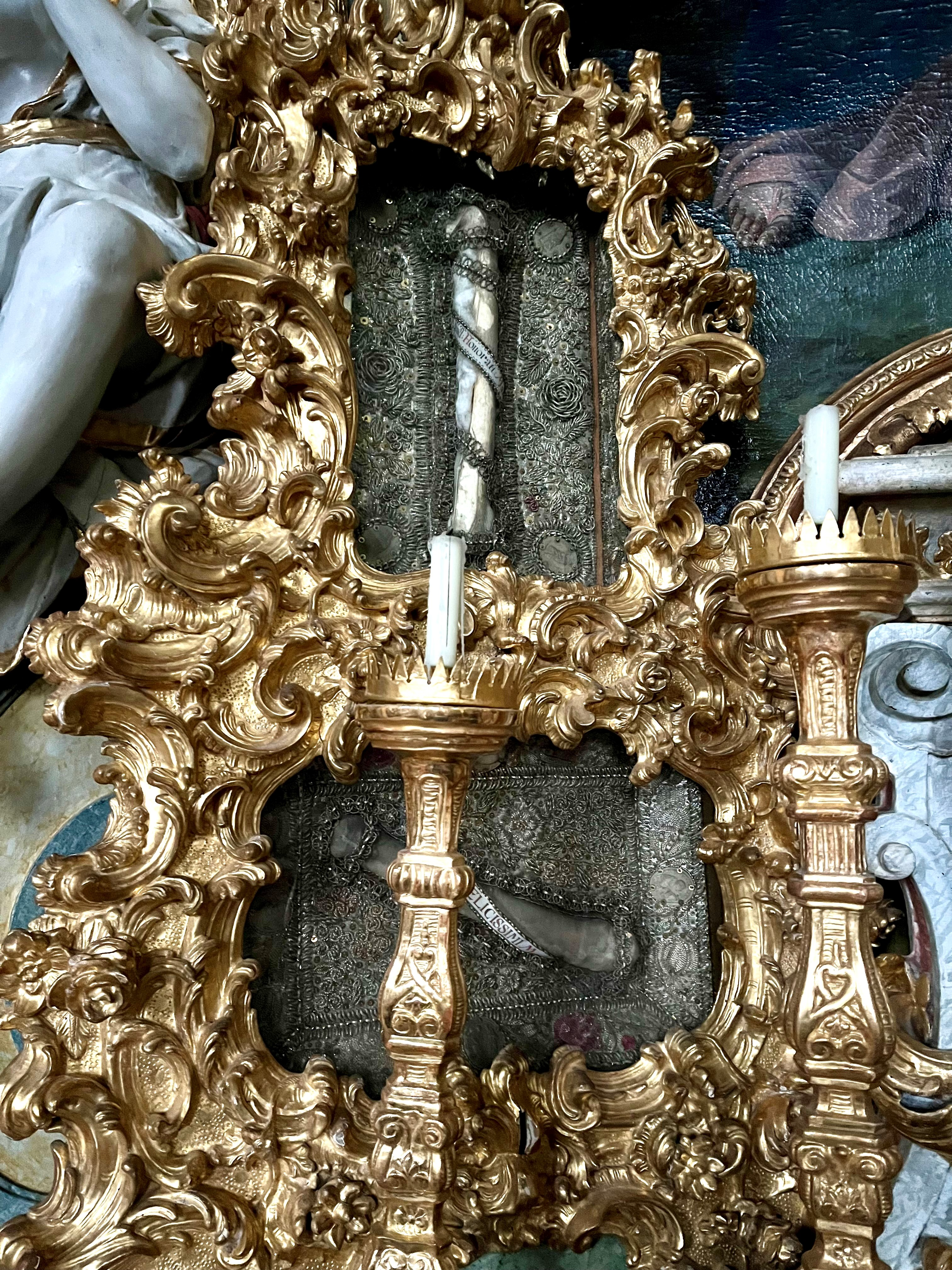
Linke Reliquienpyramide am Joachim und Anna Altar
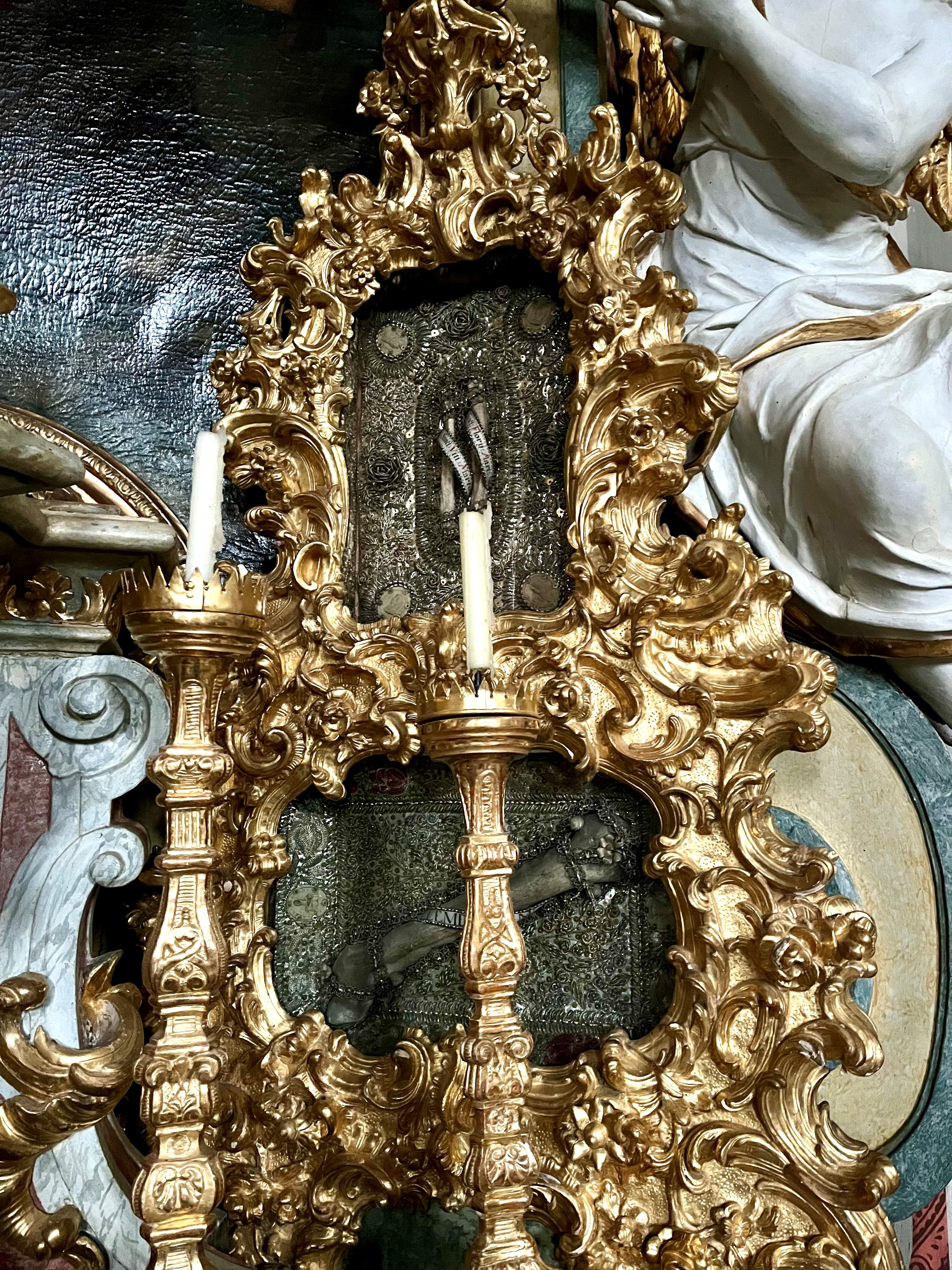
Rechte Reliquienpyramide am Joachim und Anna Altar
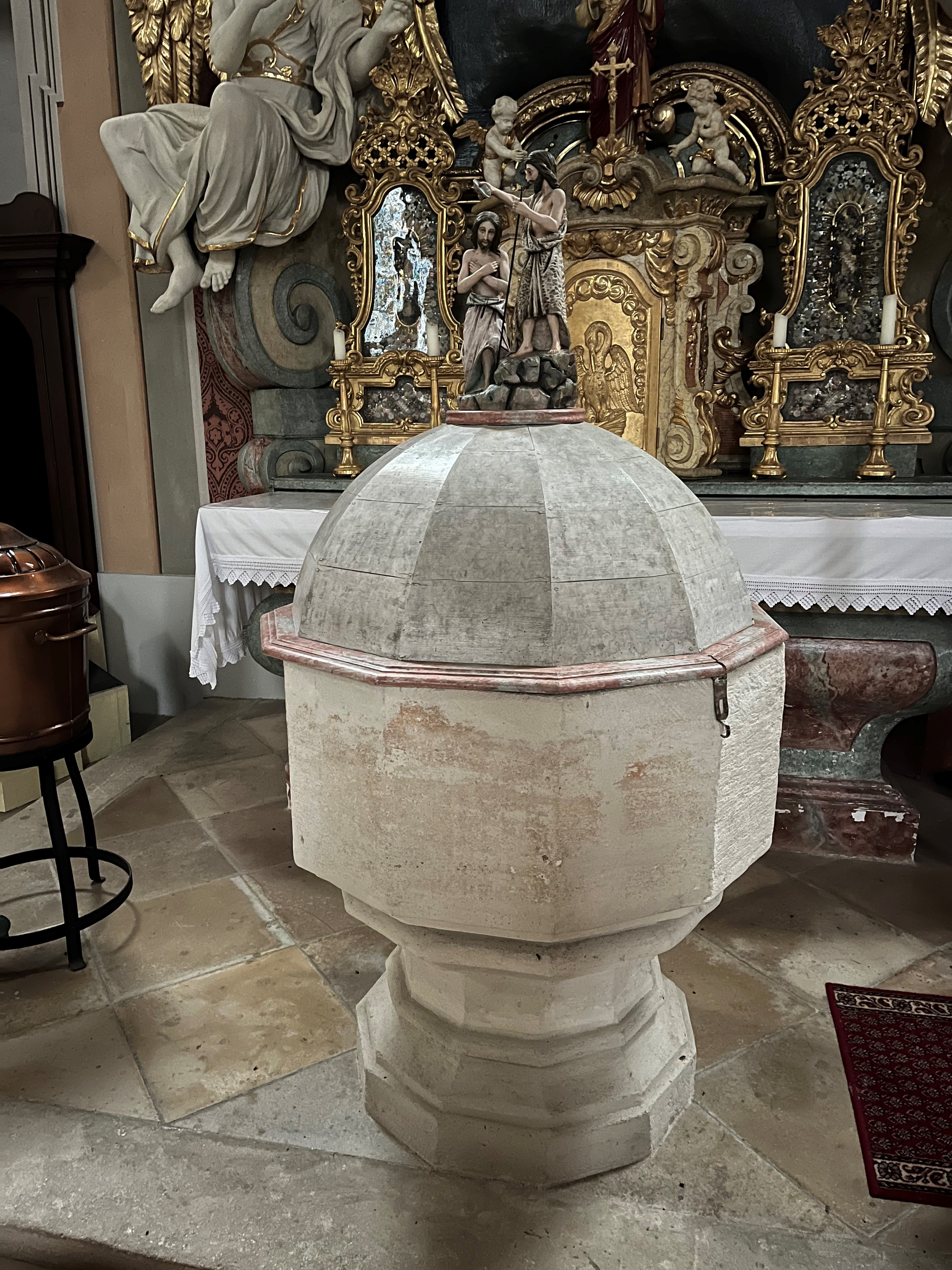
Elfeckiger Taufstein
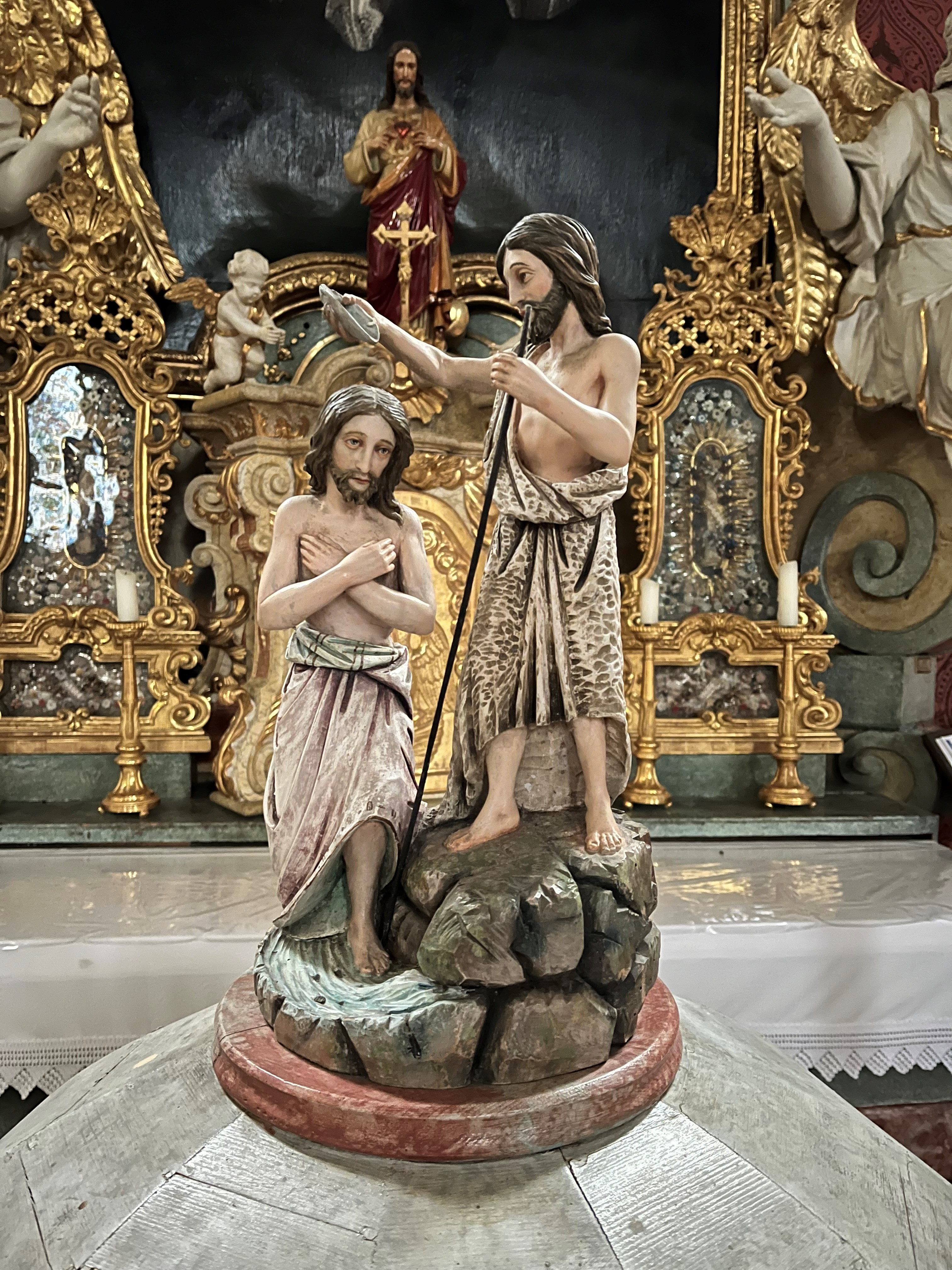
Detail des Deckels des Taufsteins: Taufe Jesu im Jordan durch Johannes den Täufer

Der rückwärtige Seitenaltar an der Nordseite ist ein Wandaltar mit Volutenstützen.

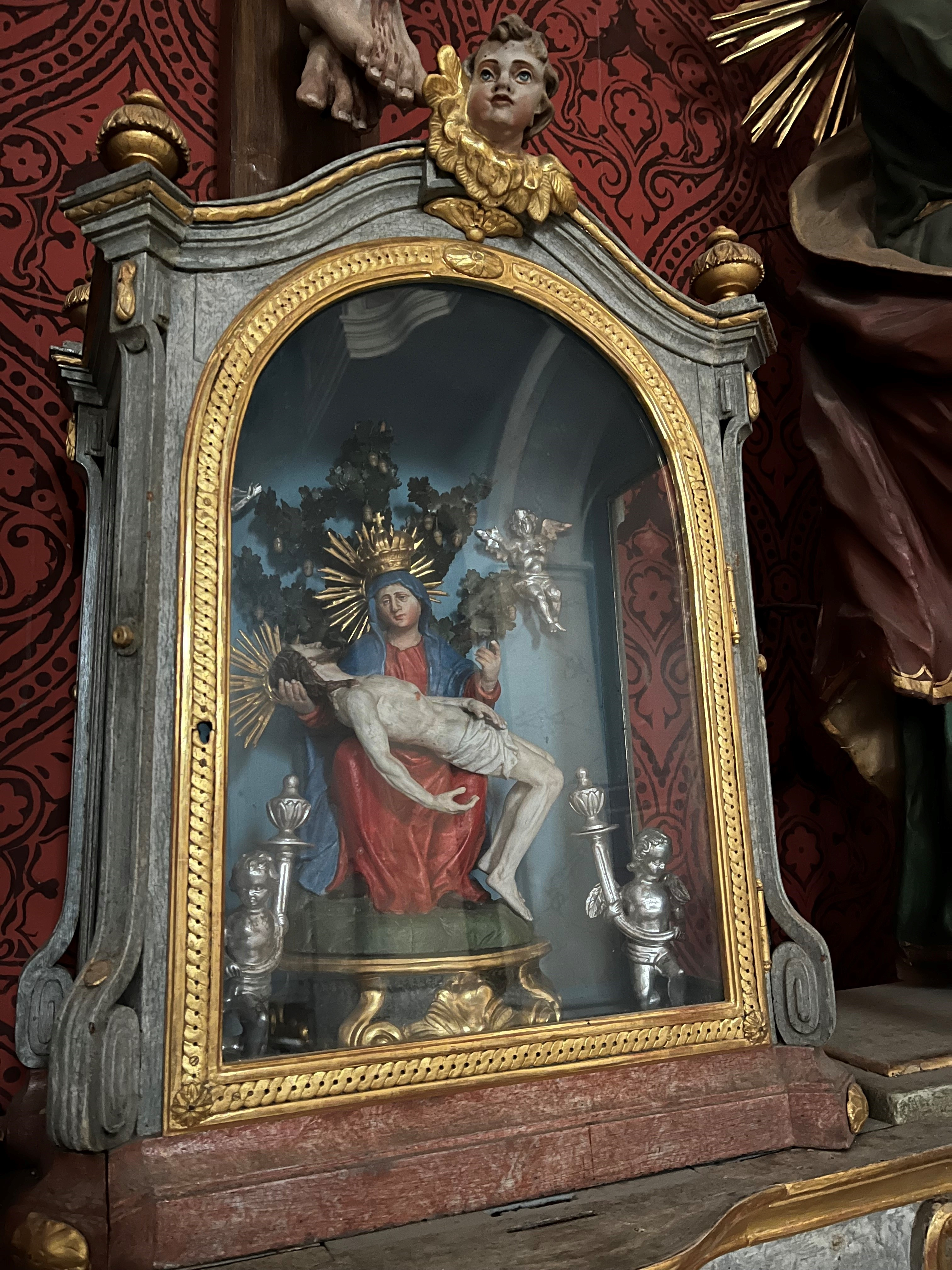
Gnadenbild „Maria Dreieichen“

Das Altarblatt zeigt den Heiligen Wandel. Das Bild wurde um 1730 gemalt. Er ist mit Rokokoreliquiaren ergänzt. Der Kreuzaltar, der rückwärtige Seitenaltar an der Südseite, wird urkundlich 1761 erstmals genannt. Es handelt sich hierbei um ein Kruzifix mit Assistenzfiguren sowie einem frühklassizistischen Vorsatzschrein mit Gnadenbild „Maria Dreieichen“.
Die Kanzel stammt aus der Mitte des 18. Jahrhunderts und wurde ursprünglich für die ehemalige Franziskanerkirche in Stockerau hergestellt. Sie wurde 1784 und 1908 restauriert. Am vorschwingenden Korb sind Reliefs der Heiligen Koloman, Franziskus und Antonius von Padua sowie Evangelistensitzfiguren dargestellt. Auf dem Türrelief ist der heilige Wenzel zu sehen. Auf dem glockig geformten Schalldeckel sitzen Evangelistenfiguren sowie eine Statue des Guten Hirten. Die Kreuzwegbilder sowie die Ölbilder von Heiligen stammen aus der zweiten Hälfte des 19. Jahrhunderts. Der Taufstein ist polygonal. Er wurde im 15. Jahrhundert aus Sandstein gefertigt. Die Beichtstühle wurden um 1770 gebaut, wie auch das barocke Kirchengestühl und die Kommunionbank.

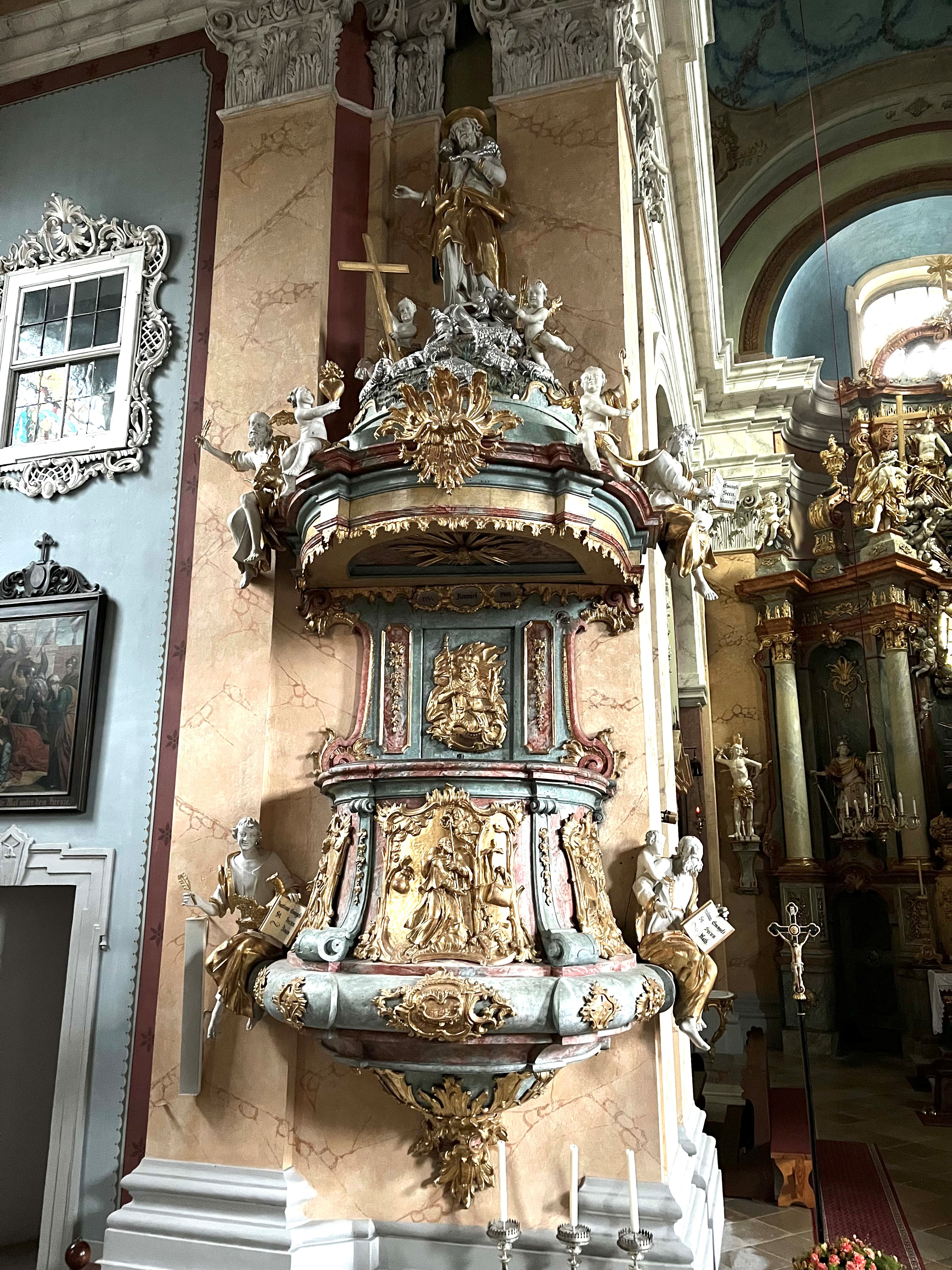
Kanzel aus dem Franziskanerkloster Stockerau (zum Hl. Koloman)

Diverse Grabsteine befinden sich in der Kirche, so ein Priestergrabstein aus der Zeit um 1400 (wohl ursprünglich 1426), sowie barocke Inschriftengrabsteine.

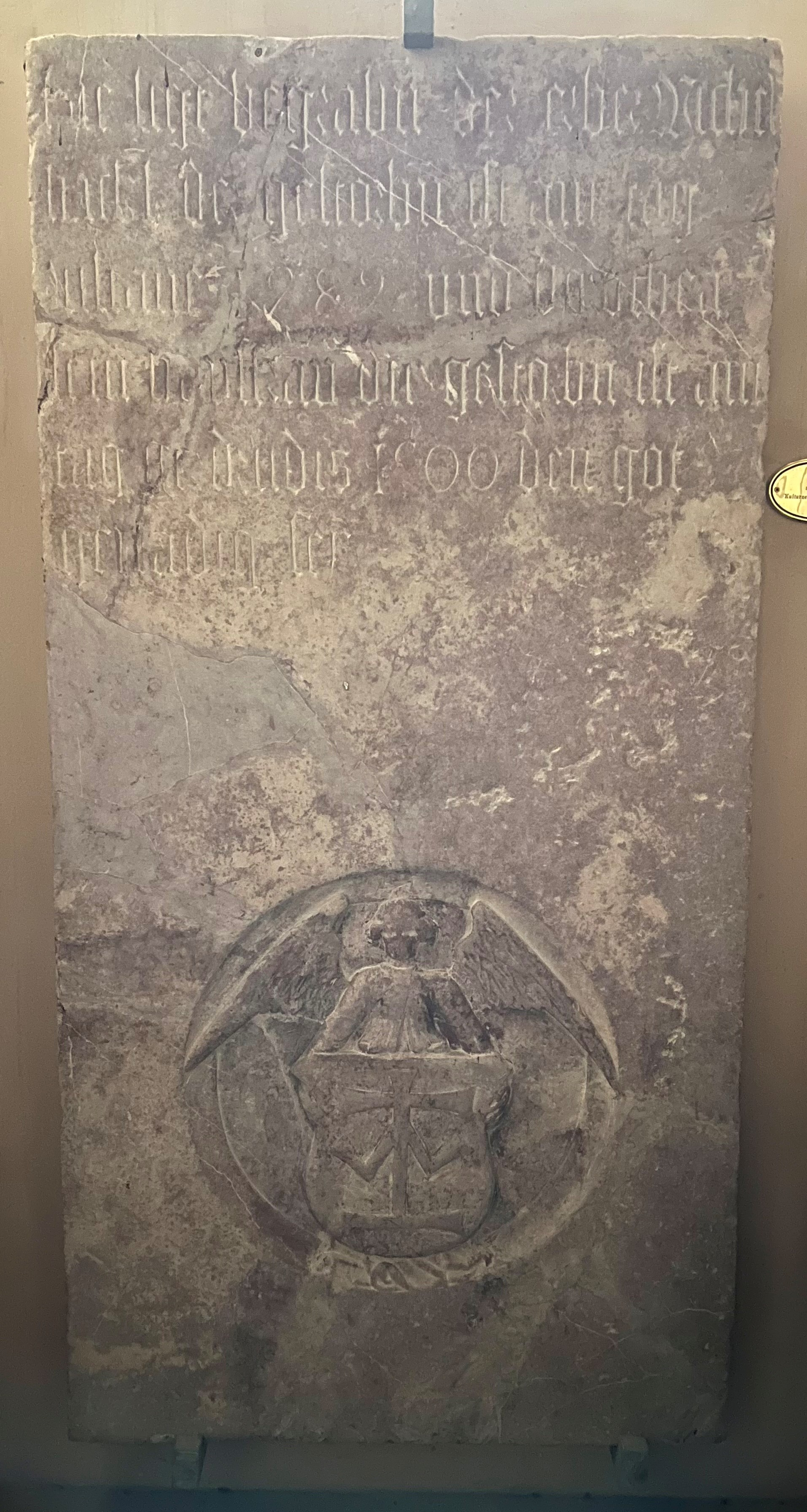
Grabstein des Steinmetz Michel Hackl (verst. „am Tag Juliane“ 5. April 1484) und seiner Gattin Dorothea (verst. „am Tag Gerdudis“ 31. Mai 1500)
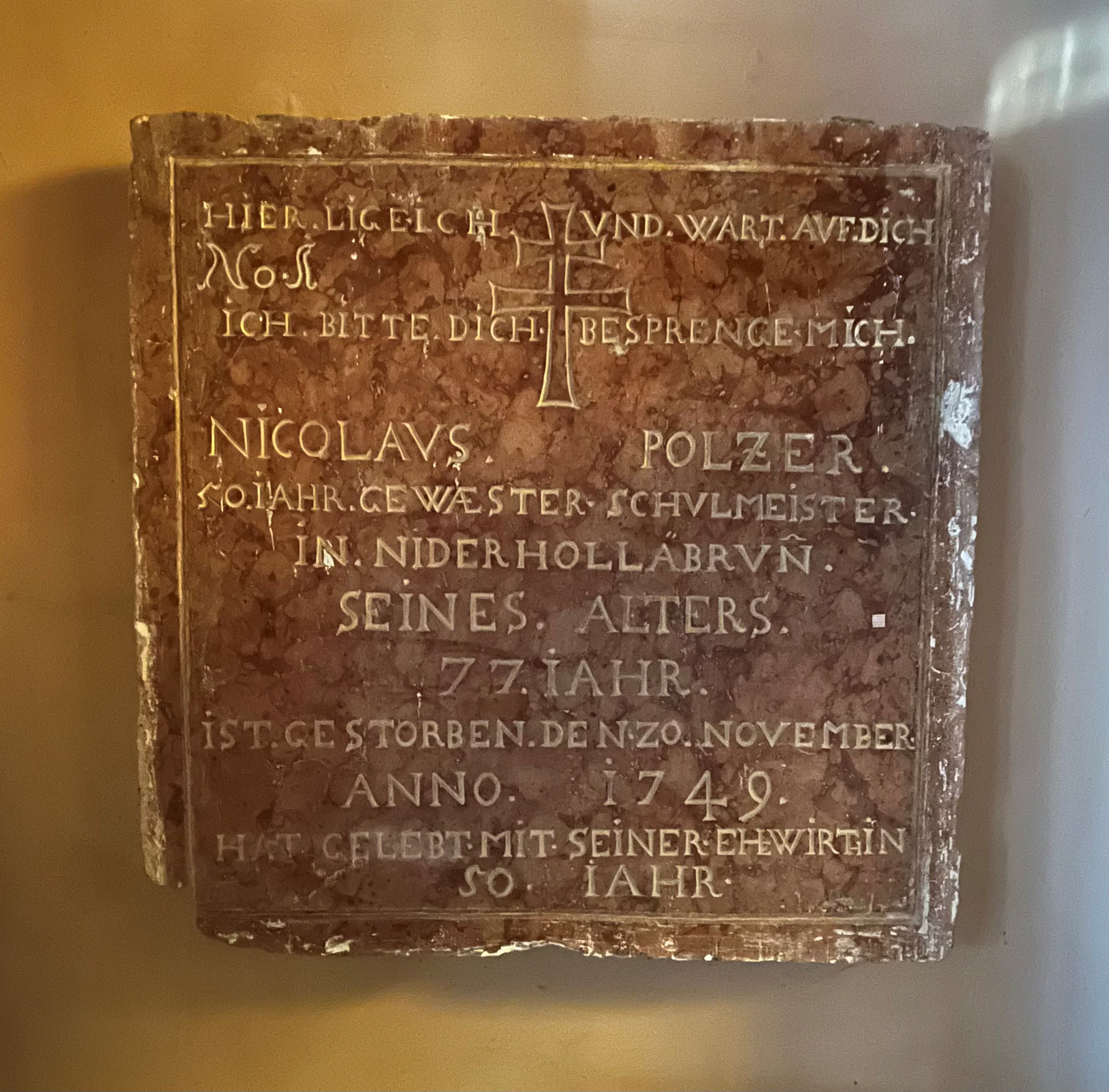
Grabstein des Niederhollabrunner Schullehrers Nikolaus Polzer († 1749)
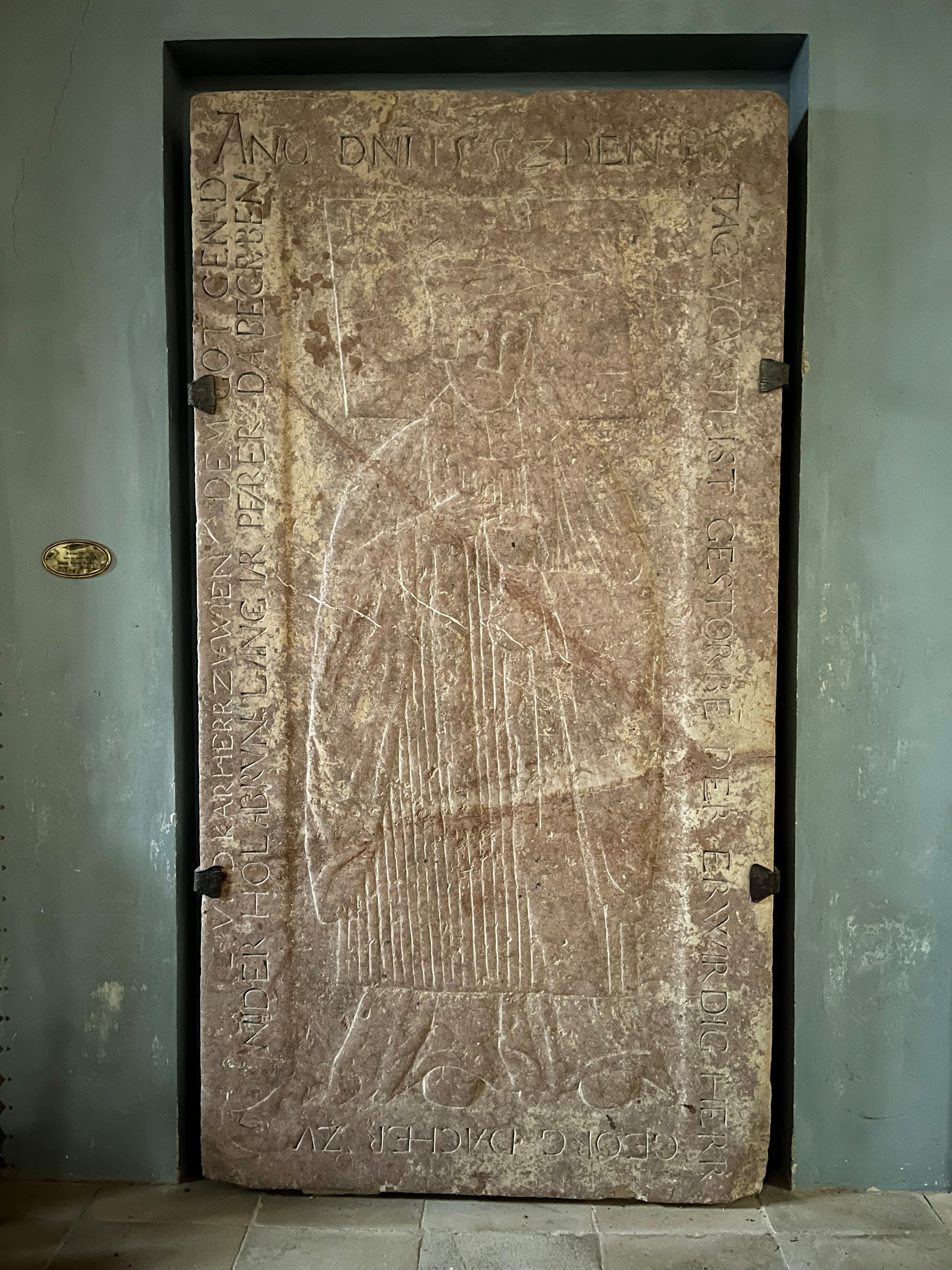
Grabstein des Pfarrers (und Wiener Chorherrn) Georg Dacher († 1552)
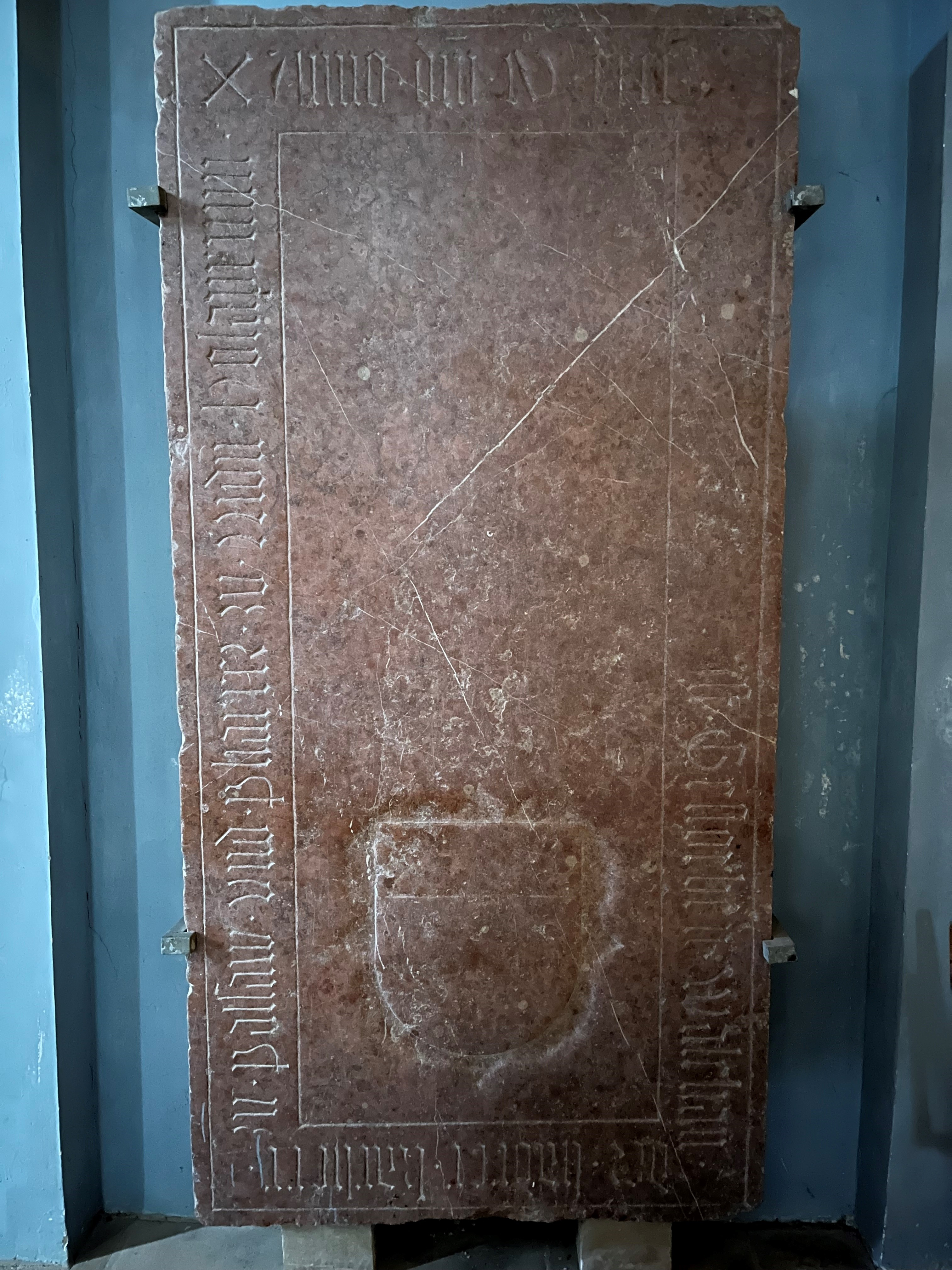
Grabstein des Pfarrers (und Chorherrn zu Passau) Walchan der Hadrer (Sterbedatum nicht exakt vermerkt)
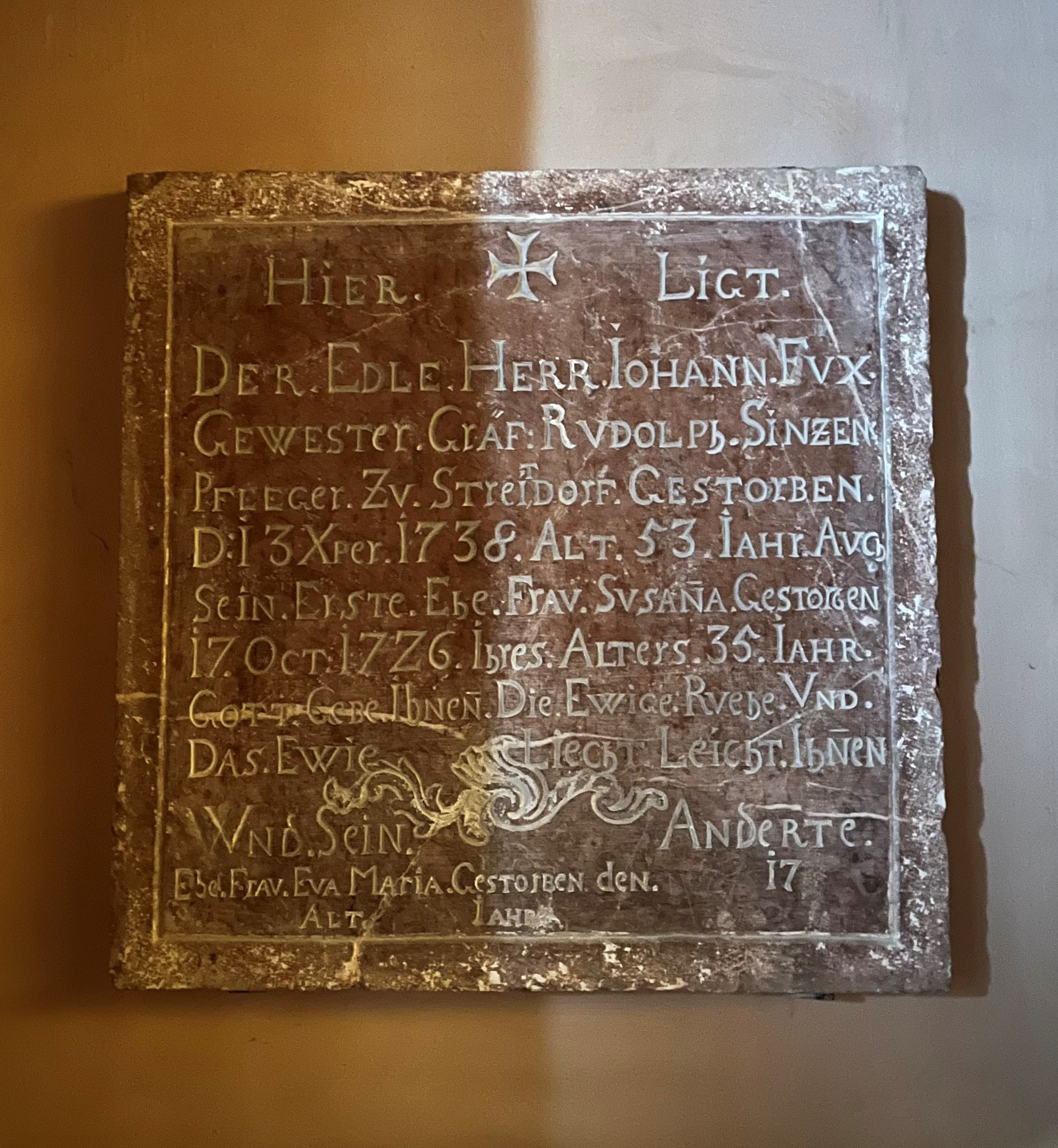
Grabstein des gräflich Sinzendorfischen Verwalters der Herrschaft Streitdorf Johann Fux († 1738) und seiner beiden Gattinnen
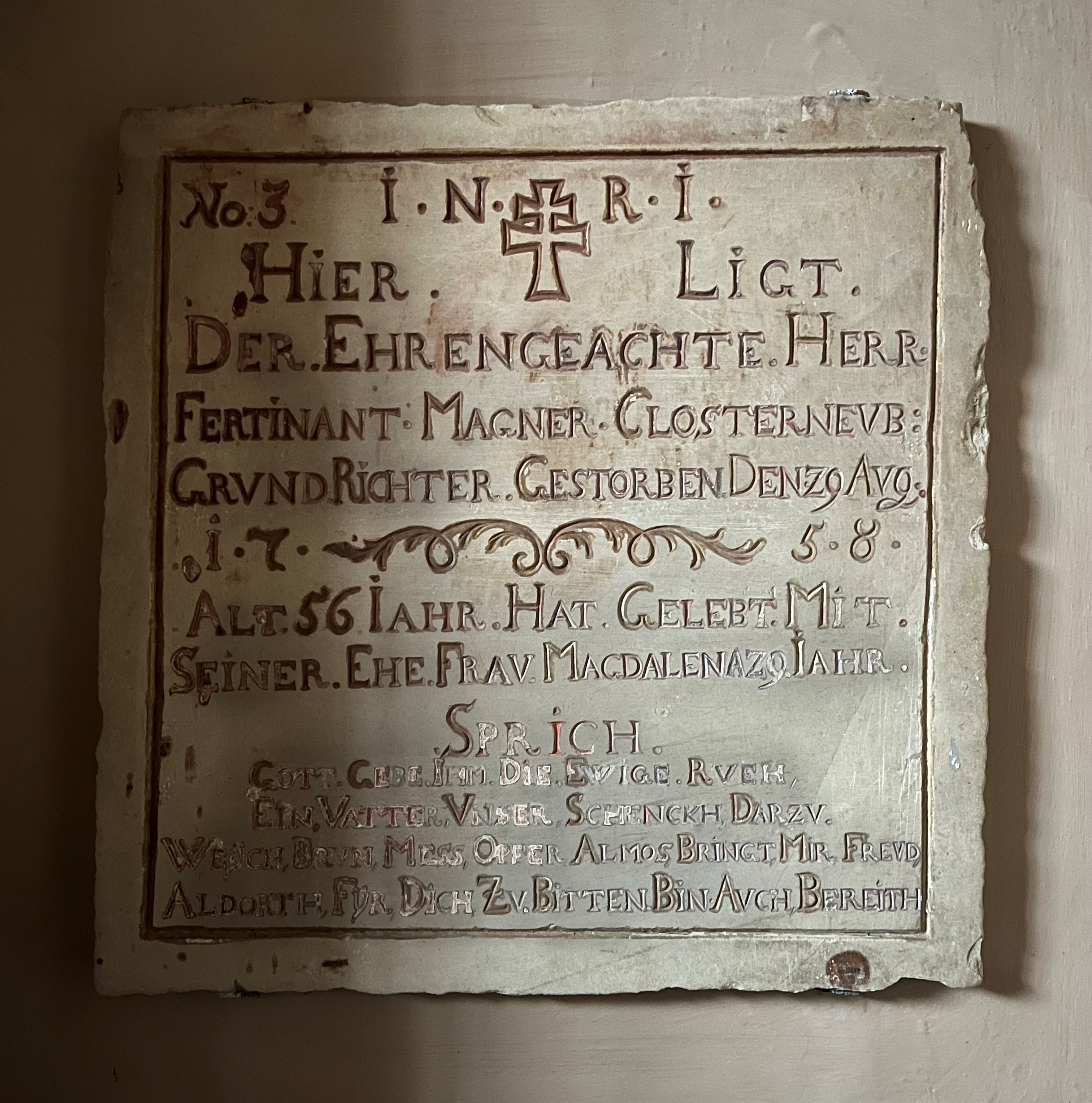
Grabstein des Grundrichters Ferdinand Magner († 1758) und seiner Gattin

## Orgel

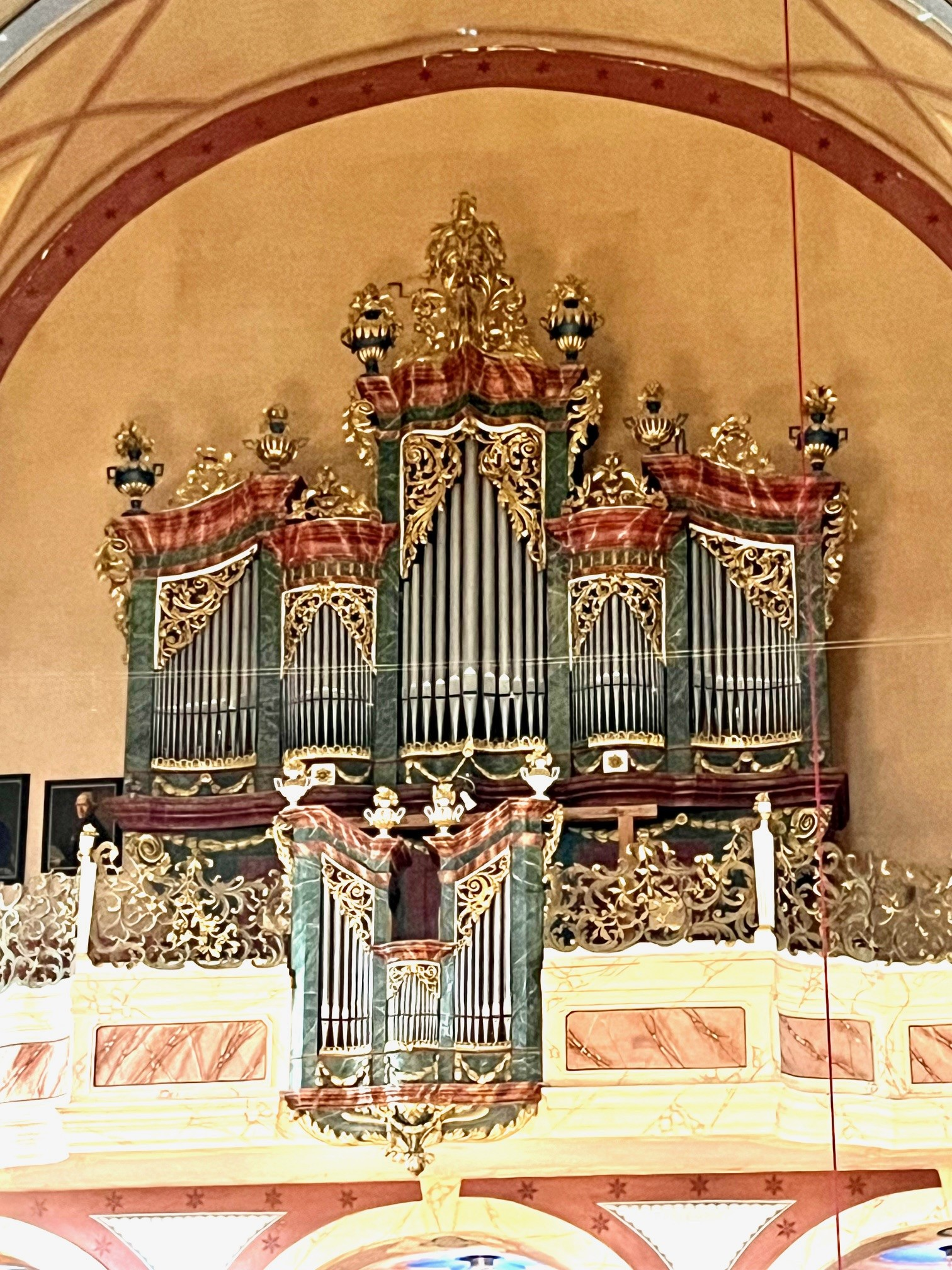
Ansicht der Gatto-Orgel

Die Orgel mit 16 Registern stammt aus den Jahren 1786 bis 1791 von Ignaz Gatto dem Jüngeren. In einer ersten Arbeitsetappe wurde das Brüstungspositiv angefertigt und erst anschließend das Haupt- und Pedalwerk. Das Gehäuse wurde nach der Entwurfszeichnung Gattos vom Niederhollabrunner Tischlermeister Leopold Wiedemann gebaut. Der Bildhauer Fidelis Geiger schuf den spätbarocken, gestaffelten Prospekt. Ihre Fassung erhielt die Orgel erst 1819. 1869 kam es zu einem größeren Umbau. Der Wiener Orgelbauer Franz Ullmann entfernte den an das Rückpositiv angebauten Spieltisch und baute einen neuen freistehenden Spieltisch. Gleichzeitig wurde auch die ursprünglich hinter der Orgel befindliche Balganlage entfernt und in einer Fensternische eine neue Balganlage aufgestellt. Durch diese Umgruppierung konnte das Hauptwerk um ca. einen Meter (3 Fuß) nach hinten verschoben werden. (vgl. Gutachten von Otto Biba, 1985, Pfarrarchiv). Diese Maßnahme könnte aufgrund von kirchenmusikalischen Notwendigkeiten erfolgt sein. 2024/25 entschloss sich die Pfarre Niederhollabrunn zu einer grundlegenden Restaurierung der wertvollen Gatto-Orgel.

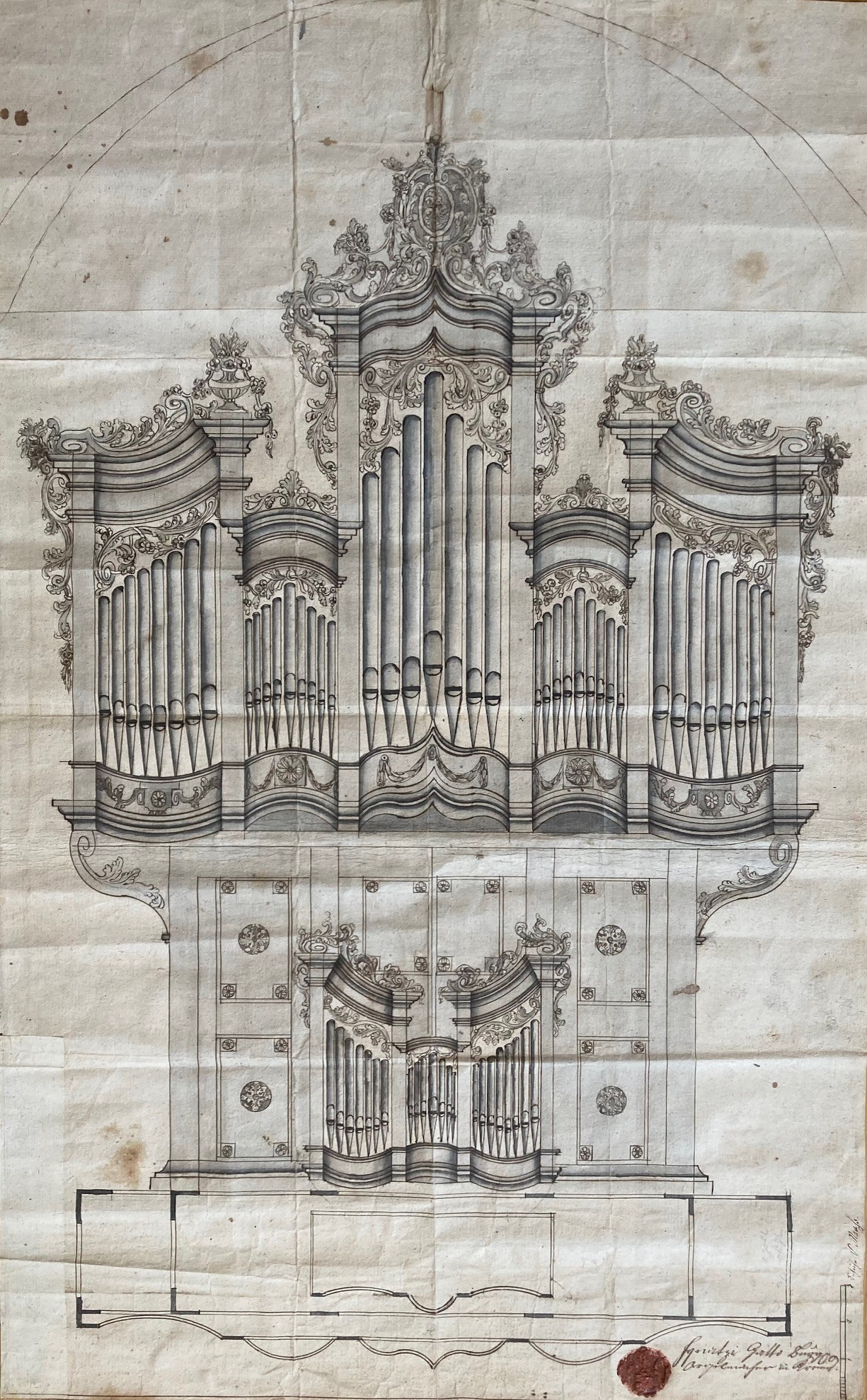
Entwurfszeichnung Gatto-Orgel
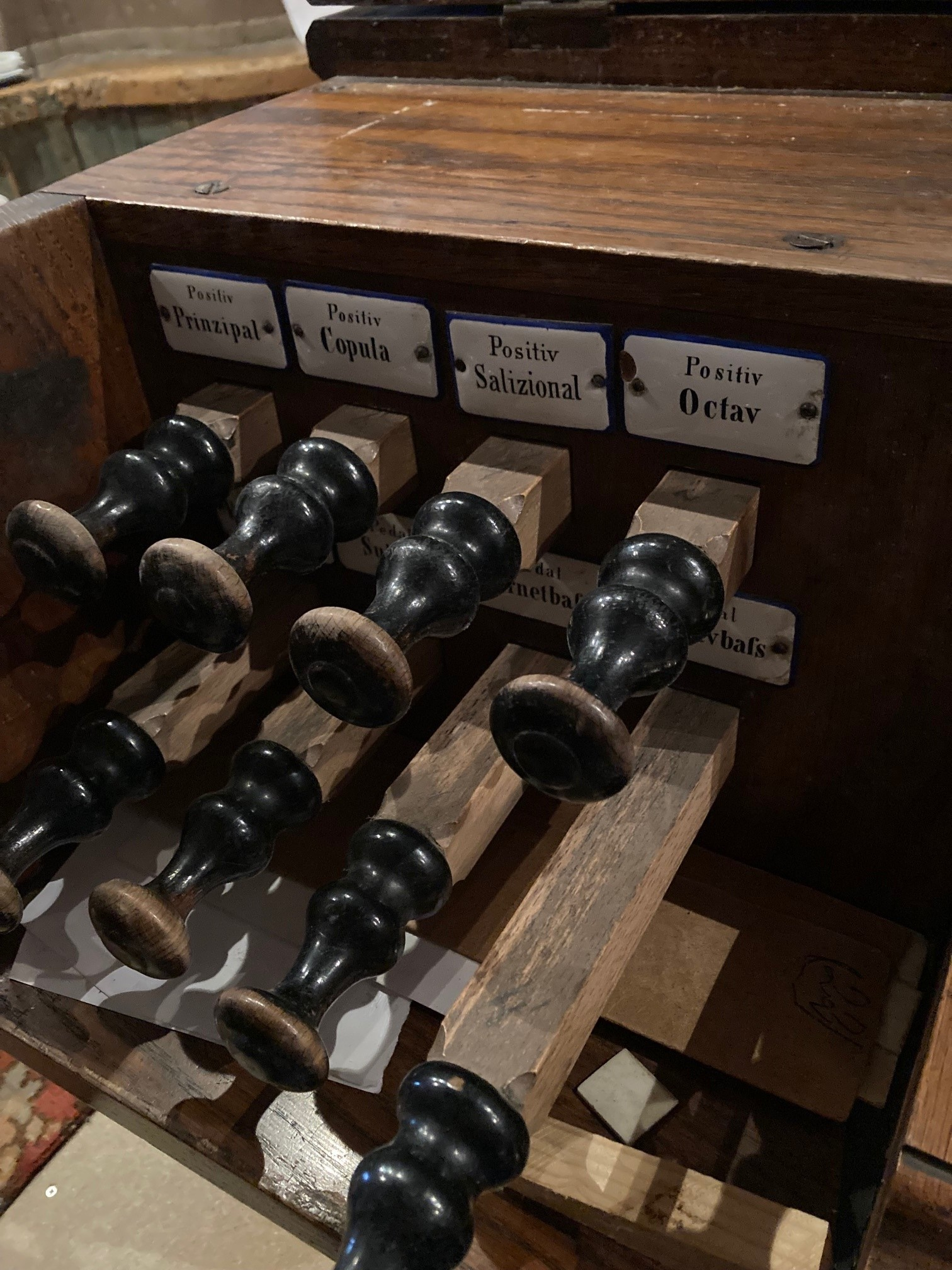
Einige Register der Gatto-Orgel
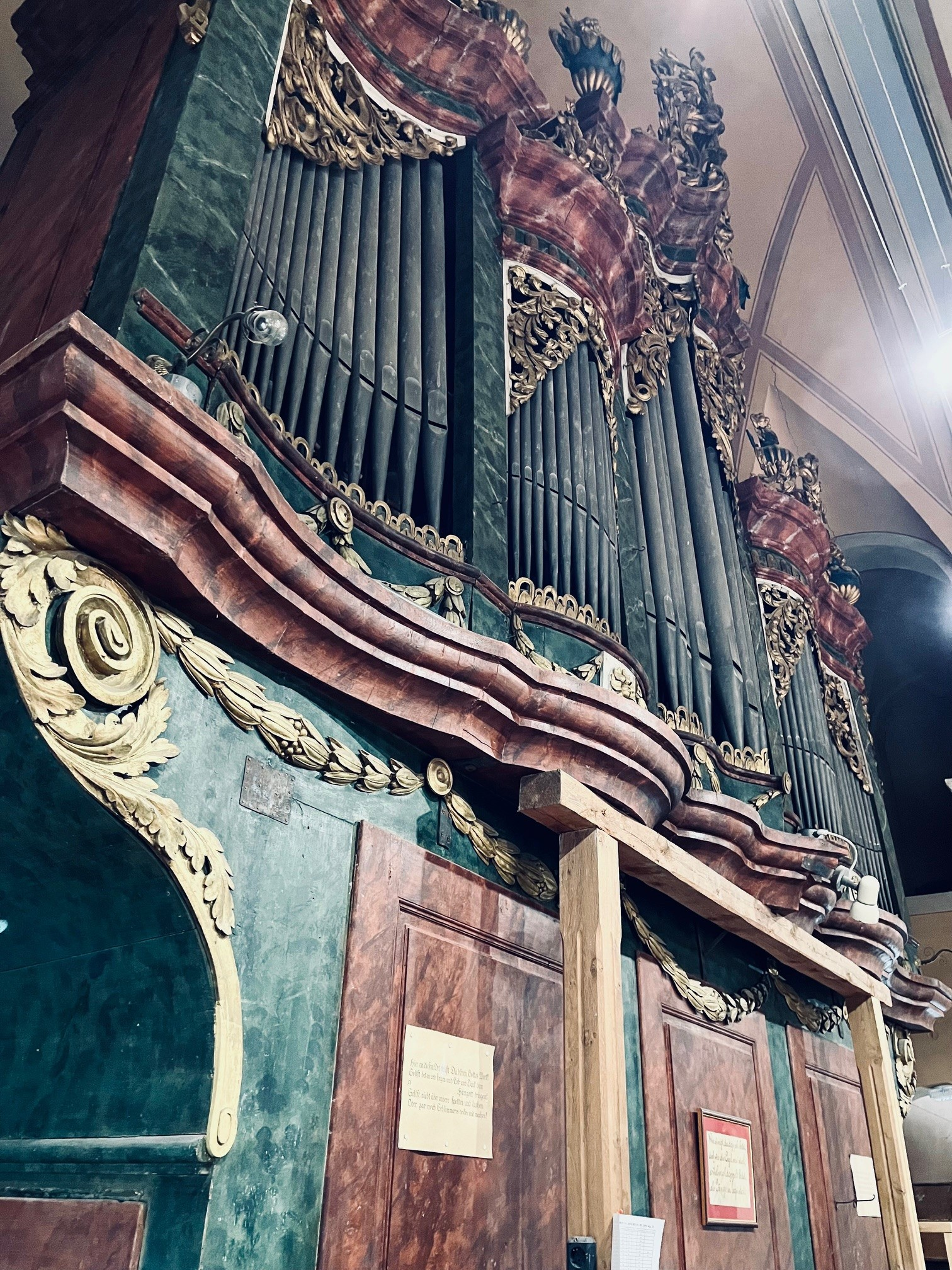
Seitenansicht der Gatto-Orgel
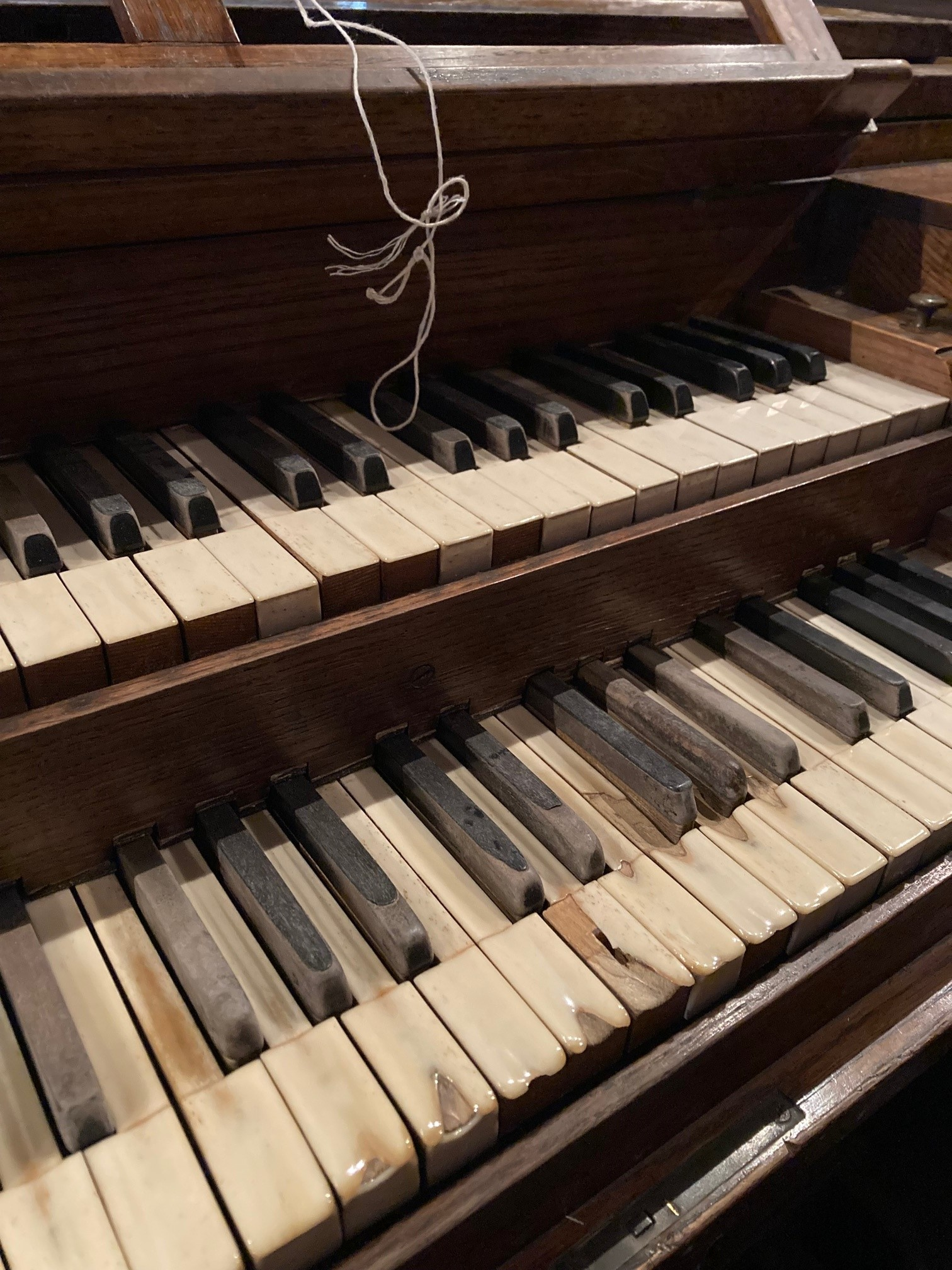
Tastatur der Orgel

## Glocken
Die großteils 1855 angeschafften (alten) Glocken der Kirche wurden, bis auf eine (gegossen 1698 von Joachim Gross) während des Ersten Weltkriegs abgenommen und eingeschmolzen. Die Sterbeglocke (gegossen 1796 von Theresia Scheichel) wurde aus der Pfarre Haselbach angekauft, nachdem diese Glocke nicht mehr zum dortigen neuen, nach dem Ersten Weltkrieg angekauften, Geläute passte. Im Zuge der 850-Jahr-Feierlichkeiten 1985 wurden weitere drei Glocken (gegossen von Grassmayr, Innsbruck) angekauft.